# Haworthia cooperi
Haworthia cooperi ist eine Pflanzenart der Gattung Haworthia in der Unterfamilie der Affodillgewächse (Asphodeloideae).

## Beschreibung
Haworthia cooperi wächst stammlos und sprosst häufig. Die 20 bis 40 aufrechten, länglich lanzettlichen, rasch spitz zulaufenden Laubblätter bilden eine Rosette mit einem Durchmesser von bis zu 12 Zentimetern. Die bläulich grüne, leicht durchscheinende, fleischige Blattspreite ist geschwollen. Ihre Spitze ist gespitzt oder gestutzt. Die Blattoberfläche weist für gewöhnlich gerötete Adern auf. Exponierte Blätter werden purpurfarben. Die randständigen Dornen sind, falls vorhanden, kürzer als 2 Millimeter.
Der kompakte, kräftige Blütenstand erreicht eine Länge von bis zu 20 Zentimetern und besteht aus 20 bis 30 eng beisammenstehenden, weißen Blüten.

## Systematik und Verbreitung
Haworthia cooperi ist in der südafrikanischen Provinz Ostkap verbreitet.
Die Erstbeschreibung durch John Gilbert Baker wurde 1871 veröffentlicht.
Es werden folgende Varietäten unterschieden:
- Haworthia cooperi var. cooperi
- Haworthia cooperi var. dielsiana (Poelln.) M.B.Bayer
- Haworthia cooperi var. gordoniana (Poelln.) M.B.Bayer
- Haworthia cooperi var. leightonii (G.G.Sm.) M.B.Bayer
- Haworthia cooperi var. pilifera (Baker) M.B.Bayer
- Haworthia cooperi var. truncata (H.Jacobsen) M.B.Bayer
- Haworthia cooperi var. venusta (C.L.Scott) M.B.Bayer

Haworthia cooperi var. truncata

## Nachweise